# Camporramiro
Camporramiro (llamada oficialmente Santa María de Camporramiro) es una parroquia española del municipio de Chantada, en la provincia de Lugo, Galicia.

## Organización territorial
La parroquia está formada por dieciséis entidades de población, constando trece de ellas en el nomenclátor del Instituto Nacional de Estadística español:

### Entidades de población
Entidades de población que forman parte de la parroquia:
- A Cancela
- A Eirexe
- A Senra
- A Touza
- Bañal (O Bañal)
- Cabreiros
- Fondo da Vila
- Lamarregueira
- Líncora
- Melide
- O Penso
- Señorín
- Sequeiras
- Vilaboa
- Vilar de Baixo (Vilar de Abaixo)
- Vilar de Riba (Vilar de Arriba)

## Demografía
| Gráfica de evolución demográfica de Camporramiro entre 2000 y 2019 |
|                                                                    |
| Datos según el nomenclátor publicado por el INE.                   |